# Helegonatopus pulchricornis
Helegonatopus pulchricornis is een vliesvleugelig insect uit de familie Encyrtidae. De wetenschappelijke naam is voor het eerst geldig gepubliceerd in 1978 door Hayat & Verma.